# Hydrotaea calcarata
Hydrotaea calcarata är en tvåvingeart som beskrevs av Friedrich Hermann Loew 1858. Hydrotaea calcarata ingår i släktet Hydrotaea och familjen husflugor. Inga underarter finns listade i Catalogue of Life.